# Abu-Zakariyyà al-Janawuní
Abu-Zakariyyà Yahya ibn al-Khayr al-Janawuní (àrab: أبو زكرياء يحيى بن الخير الجناوني, Abū Zakariyyāʾ Yaḥyā b. al-Ḫayr al-Janāwunī) (segle xii) o, més senzillament, Abu-Zakariyyà al-Janawuní, fou un savi ibadita del Jabal Nafusa, originari de la part oriental del territori. Va escriure una obra religiosa, perduda, que és esmentada per Al-Barradí, del que el Kitab al-nikah i el Kitab as-sawm n'eren sens dubte dues de les set parts que el formaven. També va escriure el llibre Al-lam (o Al-wad).